# Park Ji-soo
Đây là một tên người Triều Tiên, họ là Park.
Park Ji-soo (sinh ngày 22 tháng 7 năm 1988) là một nữ diễn viên Hàn Quốc. Cô có vai diễn đầu tiên trong Mai Ratima, bộ phim đầu tay của đạo diễn Yoo Ji-tae.

## Các phim đã đóng

### Phim
| Năm  | Tên                      | Vai diễn             |
| ---- | ------------------------ | -------------------- |
| 2010 | Metaphor (short film)    |                      |
| 2013 | Dirty Harry (short film) |                      |
| 2013 | Mai Ratima               | Mai Ratima           |
| 2013 | Neverdie Butterfly       | Choi Se-jin's friend |

### Phim truyền hình
| Năm  | Tên              | Vai diễn    | Network |
| ---- | ---------------- | ----------- | ------- |
| 2014 | The Idle Mermaid | Yoon Jin-ah | tvN     |

## Giải thưởng và đề cử
| Năm  | Giải                         | Thể loại                  | Đề cử cho  | K |
| ---- | ---------------------------- | ------------------------- | ---------- | - |
| 2013 | 34th Blue Dragon Film Awards | Nữ diễn viên mới xuất sắc | Mai Ratima |   |
| 2014 | 1st Wildflower Film Awards   | Nữ diễn nữ xuất sắc       | Mai Ratima |   |
| 2014 | 1st Wildflower Film Awards   | Nữ diễn viên mới xuất sắc | Mai Ratima |   |
| 2014 | 50th Baeksang Arts Awards    | Nữ diễn viên mới xuất sắc | Mai Ratima |   |